# Paraceratherium
Paraceratherium is een geslacht van uitgestorven zoogdieren behorend tot de superfamilie van neushoorns. Paraceratherium is misschien identiek aan Indricotherium.

## Kenmerken
Geschat wordt dat een volwassen exemplaar een schouderhoogte van 5,5 meter kon bereiken, en inclusief staart twaalf meter lang was. De schedel was anderhalve meter lang. Schattingen van het gewicht variëren erg. Paraceratherium woog waarschijnlijk circa twintig ton. Hoewel Paraceratherium geen hoorn had, wordt deze reusachtige herbivoor tot de neushoorns gerekend.

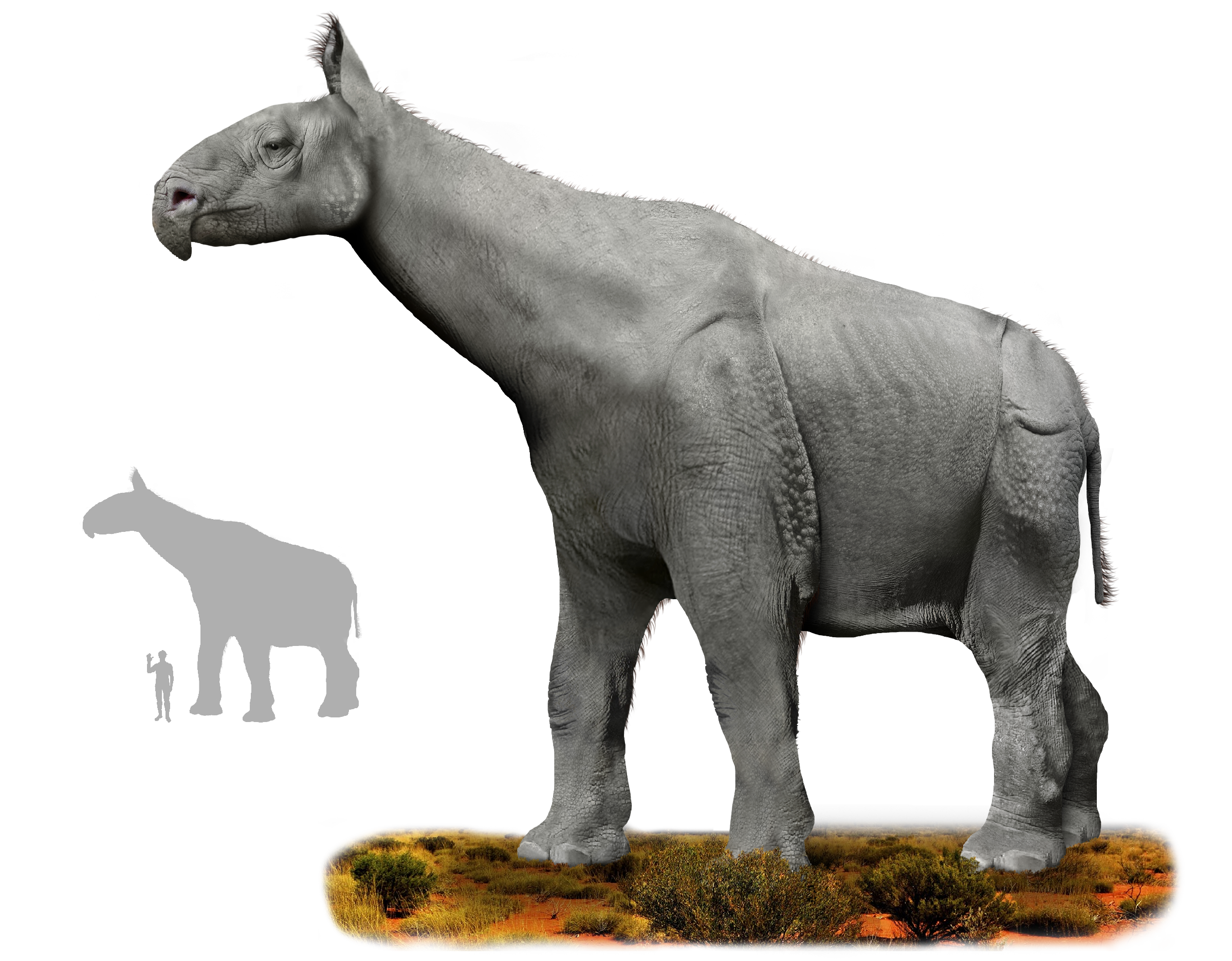
Reconstructie van een Indricotherium, een dier dat zeer waarschijnlijk veel leek op Paraceratherium.

## Fossiele vondsten
Fossielen zijn gevonden in Centraal-Azië en stammen uit het Laat-Oligoceen tot Midden-Mioceen, ongeveer 30 tot 16,6 miljoen jaar geleden.